# 李柏光
李柏光（1968年10月—2018年2月26日）是一位人权律师，生前為北京「共信律师事务所」執業律師。1997年，李柏光從北京大學法律系博士畢業；1997年8月至1998年4月在海南大學法學院當教師。在1999年到2001年期间翻译出版过《Self-help》《Character》《Duty》《Thrift》等品德教育书籍。李柏光在2006年初取保候審期滿，重新開始為受迫害的基督教家庭教會和其他權益受害者提供法律諮詢，為此不斷被警方約談，行動自由受到限制。
2018年2月26日凌晨3点，在南京市中国人民解放军第八一医院驟逝，醫院稱死因是肝部出血、肝癌晚期，享年49歲。

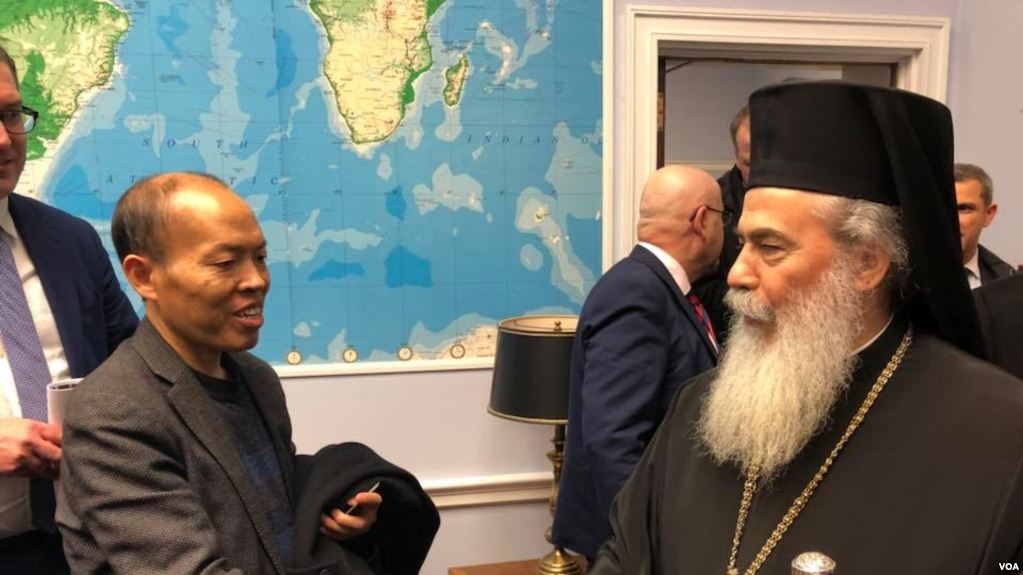
李柏光2018年2月7日在美议员办公室会见来自耶路撒冷的东正教大主教

## 生平
- 1968年10月1日出生於湖南省郴州市嘉禾縣的小山村，為五子中的老么。[4]

- 1987年考進湘潭大學哲學系[4]，1997年從北京大學法律系博士畢業。[1]
- 2001年3月到2004年底，李柏光為全國十几个省市數萬失去土地的村民或庫區移民，如建福省福州市闽侯县和宁德地区福安市几个乡镇失去土地的農民以及河北唐山和秦皇島滿族移民、黑龙江省、吉林省、辽宁省、贵州省、新疆等省的农民和市民，提供法律諮詢服務，擔任他們的法律顧問，為他們撰寫罷免政府负责人和司法机关负责人動議書和公民聯署書。[1]
- 2003年7月開始，李柏光為山東省臨沂市沂南縣盲人、維權人士陳光誠先生提供法律諮詢服務。[1]
- 2004年12月14日，在去福建省寧德地區福安市為農民提供法律服務時，李柏光被福安市公安局以涉嫌詐騙罪名拘捕。與此同時，李柏光在北京的住處遭到警方查抄，拿走包括電腦軟硬盤等大批物件。[1]
- 2005年1月21日，李柏光在福建福安被關押37天后，警方因无确凿证据指控该罪，以取保候審的名義将李柏光釋放。[1]
- 2005年2月9日，剛踏出福建福安看守所的李柏光，接手代理首起普通公民、黑龍江省遜克農場女工劉傑起訴國務院案。[1]
- 2006年5月11日，當時的美國總統小布希在白宮的家庭客廳裡，接見了基督徒人权活动人士李柏光、余杰和王怡。[5]
- 2008年6月17日，李柏光與張建紅、李和平、滕彪、陳光誠、姚福信、胡石根等人，獲得美國國家民主基金會頒發獎章，以表彰他们對於中國人權與宗教自由的推動。據美國之音報導，這是美國國家民主基金會在1998年後，首次頒發民主獎章給7名中國維權人士。6月23日，当时的美国总统小布什在白宫地图室会见了李柏光、王天成和李和平三位中国人权活动人士[6]